# Quirinópolis (microregio)
Quirinópolis is een van de 18 microregio's van de Braziliaanse deelstaat Goiás. Zij ligt in de mesoregio Sul Goiano en grenst aan de deelstaten Minas Gerais in het oosten en zuiden en Mato Grosso do Sul in het zuidwesten en de microregio's Sudoeste de Goiás in het westen en noorden en Meia Ponte in het noordoosten. De microregio heeft een oppervlakte van ca. 16.373 km². Midden 2004 werd het inwonersaantal geschat op 98.006.
Tien gemeenten behoren tot deze microregio:
| - Cachoeira Alta - Caçu - Gouvelândia - Itajá - Itarumã | - Lagoa Santa - Paranaiguara - Quirinópolis - São João da Paraúna - São Simão |

Mesoregio's: Centro Goiano · Leste Goiano · Noroeste Goiano · Norte Goiano · Sul Goiano

Microregio's: Anápolis · Anicuns · Aragarças · Catalão · Ceres · Chapada dos Veadeiros · Entorno de Brasília · Goiânia · Iporá · Meia Ponte · Pires do Rio · Porangatu · Quirinópolis · Rio Vermelho · São Miguel do Araguaia · Sudoeste de Goiás · Vale do Rio dos Bois · Vão do Paranã